# Afrofuturisme

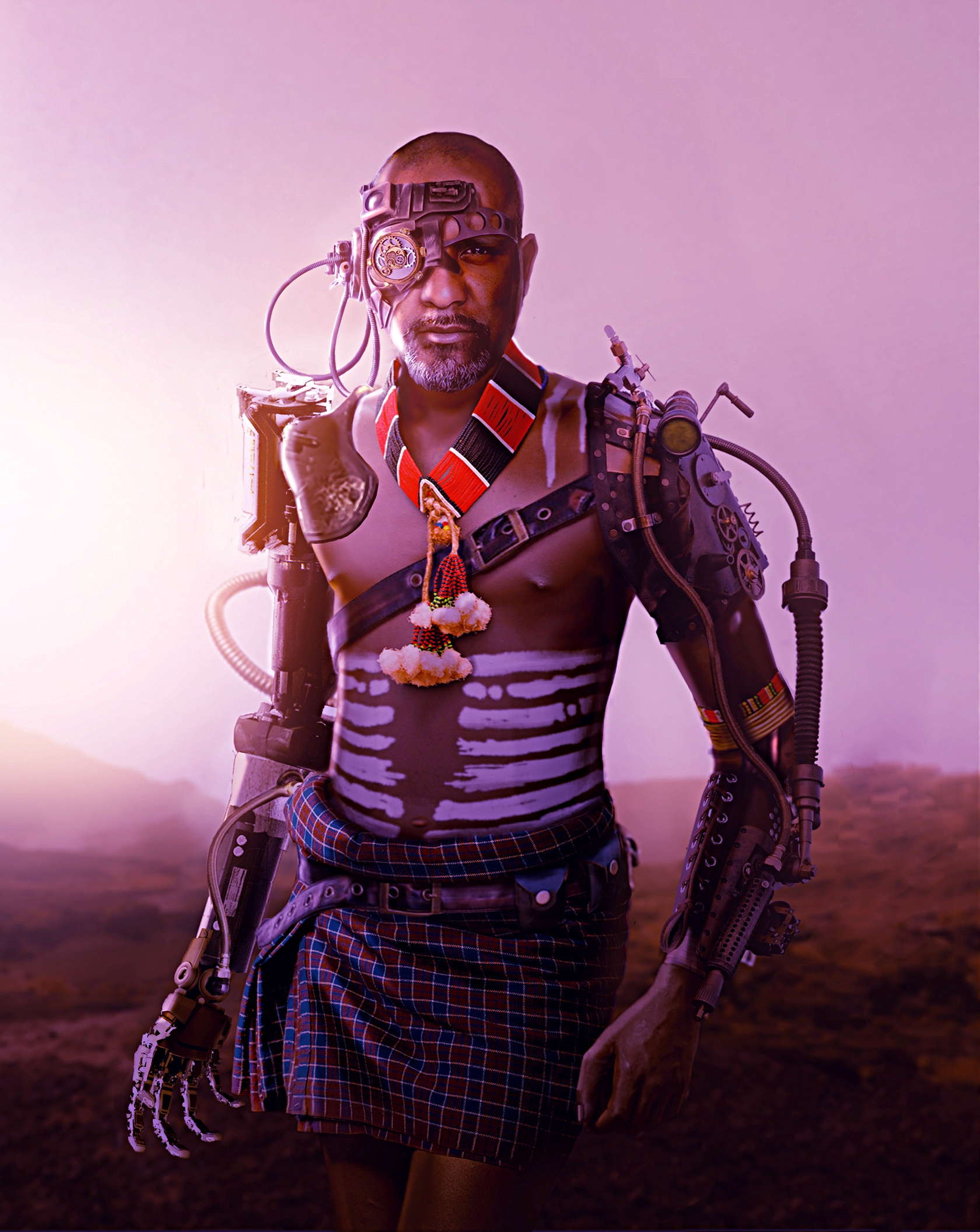
"Serengeti Cyborg", una representació artística de l'afrofuturisme de Fanuel Leul

L'afrofuturisme és una tendència estètica literària i cultural que explora la intersecció de les manifestacions culturals de la diàspora africana amb la ciència i la tecnologia. Combina elements de ciència-ficció, ficció històrica, fantasia i realisme màgic, amb cosmogonies no occidentals. El terme va ser encunyat per Mark Dery, un crític cultural nord-americà el 1993 i desenvolupat a finals dels anys noranta a través de converses dirigides per Alondra Nelson.